# 维尼厄勒苏蒙梅迪
维尼厄勒苏蒙梅迪（法語：Vigneul-sous-Montmédy，法語發音：[viɲœl su mɔ̃medi]，意为“蒙梅迪下方的维尼厄勒”）是法国默兹省的一个市镇，位于该省北部，属于凡尔登区。

## 地理
维尼厄勒苏蒙梅迪（49°30'30"N, 5°19'53"E）面积4.63 平方千米，位于法国大東部大區默兹省，该省份为法国西北部内陆省份，北与比利时接壤，西接马恩省和阿登省，南至上马恩省和孚日省，东临默尔特-摩泽尔省。
与维尼厄勒苏蒙梅迪接壤的市镇（或旧市镇、城区）包括：绍旺西堡、昂莱瑞维尼、蒙梅迪、坎西-朗泽库尔、托讷莱普雷。

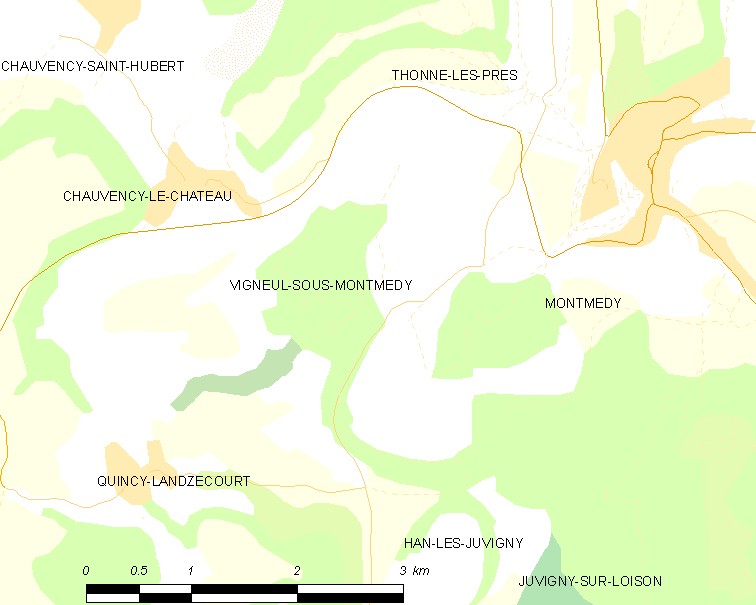
维尼厄勒苏蒙梅迪的OSM定位图

维尼厄勒苏蒙梅迪的时区为UTC+01:00、UTC+02:00（夏令时）。

## 行政
维尼厄勒苏蒙梅迪的邮政编码为55600，INSEE市镇编码为55552。

## 政治
维尼厄勒苏蒙梅迪所属的省级选区为蒙梅迪县。

## 人口

1962-2008年间维尼厄勒苏蒙梅迪人口变化图示

维尼厄勒苏蒙梅迪于2022年1月1日时的人口数量为83人。